# 過港 (苗栗縣)
過港，是臺灣苗栗縣後龍鎮的一個傳統地域名稱，位於該鎮西南部。相較於今日行政區，其範圍大致包括中和里西北部、南港里。

## 歷史
台灣清治末期至日治初期，過港地區為一街庄，稱為「過港庄」，隸屬於苗栗一堡。該庄西邊及北邊臨台灣海峽，東與灣瓦庄、崎頂庄為鄰，東南與二湖庄為鄰，南邊為白沙墩庄。
1901年（日治明治三十四年）11月，全台廢縣廳改設二十廳，該庄隸屬於苗栗廳。1909年（明治四十二年）10月，合併二十廳為十二廳，該庄改隸屬於新竹廳。1920年（大正九年），廢十二廳改設五州二廳，該庄改制為「過港」大字，隸屬於新竹州竹南郡後龍庄。
戰後後龍庄改制為後龍鄉，隸屬於新竹縣，大字亦改制為村。1950年桃、竹、苗分治，後龍鄉改隸屬於苗栗縣。1951年，後龍鄉升格為後龍鎮，村改制為里。

## 聚落
本地區發展較早的聚落有尖山腳（今名山邊）、山邊（今名赤土崎）、過港、南勢山等，在日治期初期的官方地圖上已有記載。此外，本地區尚有坪頭、中崙、山腳、駱厝、劉厝、青埔、南坑、許厝、坪頂、羅厝、南勢、鄧厝、陳厝、北坑、吳厝等聚落。

## 交通
台鐵海線是台灣西部鐵路竹南至彰化間的幹線，大致以東西向轉北北東—南南西走向再轉縱向蜿蜒經過過港地區北部及西部近海岸地帶。境內未設站，東北側最近的是龍港車站，屬招呼站，僅停靠區間車；西南側最近的是白沙屯車站，屬三等站，停靠部分莒光號、區間快車及全部區間車。由此等車站可前往台鐵沿線各地。
省道台1線又稱「縱貫公路」，是台北至屏東楓港的傳統平面幹道，大致以東西向蜿蜒經過本地區東南部凸出部分。由該道路向東蜿蜒而行至土牛溝轉東北可前往後龍市區、造橋談文、頭份、香山等地，向西可前往白沙屯，再轉南可前往通霄、苑裡、大甲等地。
省道台61線又稱「西部濱海快速公路」，是八里至安南的快速公路，大致以東北—西南走向蜿蜒經過本地區，並於東側邊界外不遠處的鄉道苗32線交會口設有赤土崎交流道。由該道路向東北可前往後龍市區西郊、竹南、香山並止於浸水橋北側，其後以省道台15線為代用道路；向西南可前往通霄白沙屯並中止快速公路路段，其後以省道台1線為代用道路。
鄉道苗32線是白沙屯至南勢山的道路，大致以南南西—北北東走向轉橫向經過本地區。由該道路向南南西可前往白沙屯並止於省道台1線路口，向東經省道台61線赤土崎交流道至崎頂聚落後，轉東南再轉南南西可前往南勢山北側並止於省道台1線另一路口。

## 廟宇
- 後龍清海宮（媽祖廟）
- 媽靈宮（陰廟轉為主祀蔣中正）